# Arviu
Arviu (en francès Arvieu) és un municipi francès situat al departament de l'Avairon i a la regió d'Occitània.

## Demografia
| 1962                                       | 1968  | 1975  | 1982  | 1990 | 1999 | 2006 |
| ------------------------------------------ | ----- | ----- | ----- | ---- | ---- | ---- |
| 1.186                                      | 1.234 | 1.093 | 1.082 | 925  | 880  | 865  |
| Des de 1962: població sense dobles comptes |       |       |       |      |      |      |

## Administració
| Període   | Identitat          | Partit        |
| --------- | ------------------ | ------------- |
| 1983-1995 | Léonce Terral      |               |
| 1995-2008 | Raymond Vayssettes | Divers droite |
| 2008-     | Claudine Bru       |               |